# Касл, Стефон
Стефон Джавонте Касл (англ. Stephon Javonte Castle; род. 1 ноября 2004, Ковингтон, Джорджия) — американский профессиональный баскетболист клуба НБА «Сан-Антонио Спёрс».

## Ранние годы и карьера в школе
Касл вырос в Ковингтоне, штат Джорджия, где учился в средней школе Ньютона. В среднем он набирал 16,6 очков, 6,5 подборов и 3,2 результативных передач за игру в предпоследнем классе. Он закончил последний год обучения со средним показателем 20,1 очков, 9,5 подборов, 4,8 результативных передач, 3,0 перехватов и 2,0 блок-шотов за игру, что позволило «Рэмс» выйти в четвертьфинал чемпионата штата 7A. Касл был выбран для участия в матче McDonald's All-American 2023 года в последний год обучения.

## Карьера в колледже
Касл поступил в Коннектикутский университет в июне 2023 года. Он помог «Хаскис» выиграть национальный чемпионат NCAA 2024 года. 19 апреля 2024 года он подал заявку на участие в драфте НБА 2024 года.

## Профессиональная карьера

### Сан-Антонио Спёрс (2024—настоящее время)
26 июня 2024 года Касл был выбран под 4-м номером командой «Индиана Пэйсерс» на драфте НБА 2024 года, а 2 июля он подписал контракт со «Спёрс». Он дебютировал в Летней лиге НБА 6 июля, набрав 12 очков, 6 подборов и 3 результативные передачи в проигранном матче против «Шарлотт Хорнетс» (65:97). Касл был назван новичком месяца Западной конференции в январе 2025 года. 7 февраля Касл набрал рекордные в своей карьере 33 очка в проигранном матче против «Шарлотт Хорнетс» со счетом (116:117). 29 апреля 2025 года Стефон Касл был назван лучшим новичком НБА по итогам сезона 2024/25. Он стал четвертым игроком «Сперс», получившим эту награду, после Дэвида Робинсона (1989/90), Тима Данкана (1997/98) и Виктора Вембаньямы (2023/24). В дебютном сезоне Касл набирал в среднем 14,7 очка, 3,7 подбора, 4,1 передачи и 0,9 перехвата за 26,7 минуты.

## Карьера за сборную
Касл играл за сборную США (до 18 лет) на юношеском чемпионате Америки 2022 года в Мексике. Он набирал в среднем 5,5 очков и делал 2,2 подбора за игру, благодаря чему помог команде выиграть турнир.

## Личная жизнь
Касл — сын Куаннетт и Стейси Касл. У него есть младшая сестра Стейси и старший брат Квентон. Отец Касла, Стейси, был товарищем по команде Тима Данкана в «Уэйк-Форест» в сезоне 1993/1994.

## Статистика

### Статистика в НБА
| Сезон                                                                                    | Команда     | Регулярный сезон | Регулярный сезон | Регулярный сезон | Регулярный сезон | Регулярный сезон | Регулярный сезон | Регулярный сезон | Регулярный сезон | Регулярный сезон | Регулярный сезон | Регулярный сезон | Серия плей-офф | Серия плей-офф | Серия плей-офф | Серия плей-офф | Серия плей-офф | Серия плей-офф | Серия плей-офф | Серия плей-офф | Серия плей-офф | Серия плей-офф | Серия плей-офф |
| Сезон                                                                                    | Команда     | GP               | GS               | MPG              | FG%              | 3P%              | FT%              | RPG              | APG              | SPG              | BPG              | PPG              | GP             | GS             | MPG            | FG%            | 3P%            | FT%            | RPG            | APG            | SPG            | BPG            | PPG            |
| ---------------------------------------------------------------------------------------- | ----------- | ---------------- | ---------------- | ---------------- | ---------------- | ---------------- | ---------------- | ---------------- | ---------------- | ---------------- | ---------------- | ---------------- | -------------- | -------------- | -------------- | -------------- | -------------- | -------------- | -------------- | -------------- | -------------- | -------------- | -------------- |
| 2024/25                                                                                  | Сан-Антонио | 81               | 47               | 26,7             | 42,8             | 28,5             | 72,4             | 3,7              | 4,1              | 0,9              | 0,3              | 14,7             | Не участвовал  | Не участвовал  | Не участвовал  | Не участвовал  | Не участвовал  | Не участвовал  | Не участвовал  | Не участвовал  | Не участвовал  | Не участвовал  | Не участвовал  |
|                                                                                          | Всего       | 81               | 47               | 26,7             | 42,8             | 28,5             | 72,4             | 3,7              | 4,1              | 0,9              | 0,3              | 14,7             | Не участвовал  | Не участвовал  | Не участвовал  | Не участвовал  | Не участвовал  | Не участвовал  | Не участвовал  | Не участвовал  | Не участвовал  | Не участвовал  | Не участвовал  |
| Наведите курсор мыши на аббревиатуры в заголовке таблицы, чтобы прочесть их расшифровку. |             |                  |                  |                  |                  |                  |                  |                  |                  |                  |                  |                  |                |                |                |                |                |                |                |                |                |                |                |

### Статистика в NCAA
| Сезон | Команда     | Conf     | Class | GP | GS | MPG  | FG%  | 3P%  | FT%  | RPG | APG | SPG | BPG | PPG  |
| --- | ----------- | -------- | ----- | -- | -- | ---- | ---- | ---- | ---- | --- | --- | --- | --- | ---- |
| 2023/24 | Коннектикут | Big East | FR    | 34 | 30 | 27,0 | 47,2 | 26,7 | 75,5 | 4,7 | 2,9 | 0,8 | 0,5 | 11,1 |
| Всего | Всего       | Всего    | Всего | 34 | 30 | 27,0 | 47,2 | 26,7 | 75,5 | 4,7 | 2,9 | 0,8 | 0,5 | 11,1 |
| Наведите курсор мыши на аббревиатуры в заголовке таблицы, чтобы прочесть их расшифровку Статистика приведена с сайта sports-reference.com |             |          |       |    |    |      |      |      |      |     |     |     |     |      |